# Passerculus sandwichensis
El chingolo sabanero o gorrión sabanero común (Passerculus sandwichensis) es una especie de ave paseriforme de la familia Passerellidae; es la única especie reconocida del género Passerculus. Hay algunas poblaciones residentes y otras migratorias, y su distribución se extiende desde Alaska hasta Guatemala y el Caribe.

## Especies
Se reconocen las siguientes, con grupos/subespecies que algunos consideran especies por sí mismas:
- grupo savanna
  - P. s. oblitus
  - P. s. mediogriseus
  - P. s. labradorius
  - P. s. savanna
- P. s. princeps
- grupo sandwichensis
  - P. s. athinus
  - P. s. sandwichensis
  - P. s. crassus
  - P. s. brooksi
  - P. s. alaudinus
  - P. s. nevadensis
  - P. s. rufofuscus
  - P. s. brunnescens
  - P. s. wetmorei
- grupo guttatus (Passerculus guttatus de la IUCN)
  - P. s. beldingi
  - P. s. anulus
  - P. s. guttatus
  - P. s. magdalenae
- P. s. sanctorum (Passerculus sanctorum de la IUCN)
- grupo rostratus (Passerculus rostratus de la IUCN)
  - P. s. rostratus
  - P. s. atratus